# Dampyr (film)
Dampyr è un film del 2022, diretto da Riccardo Chemello e basato sull'omonimo fumetto italiano.
Il film segna l'avvio dell'Universo Cinematografico Bonelli (UCB), universo condiviso con altri progetti cinematografici e televisivi realizzati dalla Bonelli Entertainment, nuova divisione della casa editrice.
La pellicola ha ricevuto una candidatura ai David di Donatello nella categoria per i migliori effetti speciali visivi.

## Trama
Un cavaliere cavalca nella notte mentre tre vecchie aiutano una donna a partorire in una casa isolata. La donna muore dando alla luce il bambino, le tre vecchie si rivelano streghe e con un incantesimo generano una barriera intorno alla casa per impedire al cavaliere di entrare; gli viene detto che che si occuperanno del bambino fino a quando non farà la sua scelta.
Balcani, 1992. Una guerra crudele è in corso. I soldati guidati da Emil Kurjak hanno il compito di mantenere la posizione nel paese di Yorvolak, ma durante la notte misteriosi assassini dall'aspetto non umano li massacrano. Uno dei soldati, Lazar, dice che hanno bisogno del Dampyr: Harlan Draka, un truffatore che gira per i villaggi con il suo aiutante Yuri praticando falsi esorcismi e fingendosi un cacciatore di vampiri, che però è perseguitato da strani incubi. Dopo l'ennesimo esorcismo, i due vengono presi dai soldati è portati da Kurjak; Harlan afferma di essere un imbroglione, ma i soldati intendono comunque usarlo come esca. Quella sera stessa Harlan, attaccato dai vampiri, scopre che il suo sangue è letale per loro in seguito ad alcune ferite ricevute.
Il giorno dopo, mentre i soldati disertano Kurjak, Harlan parla con una vampira rimasta nascosta di nome Tesla Dubcek insieme a Kurjak; Tesla rivela che è al servizio di Gorka, un Maestro della Notte, un vampiro molto più potente che può creare vampiri col suo morso e resistere alla luce del sole, e che Harlan è un vero dampyr in quanto figlio di un'umana e di un Maestro della Notte. Harlan avverte la presenza di Gorka che attacca i soldati. Tesla, dopo essersi coperta per difendersi dal sole, si offre di portarli dal suo Maestro, in quanto lo odia.
Arrivati a Sarajevo, la città dove si nasconde Gorka, il gruppo uccide i soldati diventati vampiri grazie ai proiettili che Harlan ha bagnato col suo sangue. Vengono però traditi da Tesla in quanto rivela che Gorka può vedere e sentire quello che fa. Harlan viene colpito da un colpo di pistola da parte da Tesla, partito involontariamente. La ragazza, convinta di non poter combattere l'influenza di Gorka, si riunisce a lui.
Dopo essersi ripreso, Harlan e Kurjak entrano nella biblioteca dove si nasconde il Maestro. Kurjak viene catturato e portato da Tesla dove Stefan, il suo ex-braccio destro, la tortura col fuoco ma, liberatisi, lo uccidono bruciandolo. L'uomo fa bere il suo sangue alla ragazza per farla riprendere. Harlan ritrova Yuri diventato un vampiro nella stanza di Gorka, ma quest'ultimo si uccide entrando in contatto col sangue dell'amico. Harlan ha la peggio contro Gorka, ma si risveglia quando sente i suoi amici in pericolo. Udendo una voce che gli dice di fare la sua scelta, il ragazzo sviluppa nuovi poteri che gli consentono di resistere ai poteri di Gorka e lo uccide strozzandolo con le mani imbrattate del suo sangue.
Con la morte del Maestro i tre trovano una stanza con un libro raffigurante i volti di diversi Maestri della Notte, fra cui Draka, il padre di Harlan, comprendendo che la loro guerra contro i vampiri è solo agli inizi.
In un'ultima scena (titoli di coda), Draka, in visita alla tomba di Velma, madre di Harlan, le parla del figlio, per poi essere raggiunto dalle tre streghe che gli dicono che il Dampyr ha fatto la sua scelta, ma il Maestro dice che un giorno, il figlio sarà vinto dalla sete di sangue.

## Produzione
In occasione del Lucca Comics & Games 2019, è stato annunciato l'inizio delle riprese in Romania e sono state svelate le prime immagini e i nomi dei componenti del cast: Harlan Draka è interpretato da Wade Briggs, mentre Stuart Martin e Frida Gustavsson sono Emil Kurjak e Tesla. Il 15 settembre 2022 viene annunciata la data di uscita ufficiale per il 28 ottobre 2022 e diffuso il primo teaser poster. Il 21 settembre 2022 è stato reso pubblico il primo trailer ufficiale.
Il budget del film è di 15 milioni di euro.

### Riprese
Le riprese sono cominciate il 5 ottobre 2019 a Bucarest, in Romania.

## Distribuzione
L'uscita nelle sale, inizialmente prevista il 23 gennaio 2020, è stata spostata al 28 ottobre 2022, in contemporanea con la sua presentazione al Lucca Comics & Games 2022.
Il film è stato distribuito all'estero l'8 agosto 2023 da Sony Pictures e il 23 novembre dello stesso anno su Netflix.

## Accoglienza

### Incassi
Al cinema il film si è rivelato un insuccesso commerciale. In Italia, a fronte di un investimento stimato in oltre 15 milioni, la pellicola ha incassato complessivamente 352 000 €, di cui 102 000 € nel primo fine settimana di programmazione.
In streaming ha raggiunto invece risultati molto importanti per una pellicola italiana a basso budget, arrivando al terzo posto nella classifica assoluta di Netflix Usa

## Riconoscimenti
- 2023 - David di Donatello
  - Candidatura per i migliori effetti speciali visivi